# Quedius molochinus
Quedius molochinus (лат.) — вид коротконадкрылых жуков рода Quedius из подсемейства Staphylininae (Staphylinidae). Западная и восточная Палеарктика, в том числе Россия (от Европейской части до Восточной Сибири и Забайкалья). Завезён в Северную Америку.

## Описание
Мелкие жуки с укороченными надкрыльями и удлиненным телом, длина около 1 см (от 9,5 до 13 мм). 
От близких видов (Quedius balticus, Quedius altaicus, Quedius subunicolor, Quedius meridiocarpathicus) отличается шиповидным отростком на C-образном склерите внутреннего резервуара, более светлыми первыми 2-3 члениками усиков, общей тёмной окраской тела, надкрыльями равными по длине пронотуму, строением гениталий. Парамеры эдеагуса (латерально) с рядом срединных сенсорных щетинок. Формула лапок 5-5-5. Голова округлая, более узкая, чем переднеспинка. Передняя часть тела (голова и пронотум) блестящая. 
Вид был впервые описан в 1806 году немецким энтомологом Иоганом Гравенгорстом (Johann Ludwig Christian Gravenhorst; 1777—1857). Включён в номинативный подрод Quedius s. str. (по признаку цельного переднего края лабрума) в состав одной группы вместе с видами Q. altaicus, Q. subunicolor, Q. meridiocarpathicus и Q. balticus.